# Guidepost Solutions
Guidepost Solutions est une entreprise de sécurité et d'investigation américaine spécialisée dans les domaines de la finance, du renseignement et du contre-espionnage industriel.
Cette société est connue pour avoir mené une enquête pour les avocats de la défense dans l'affaire Dominique Strauss-Kahn.

## Principaux membres
- Bart Schwartz, ancien responsable de la division  criminelle du bureau du procureur de New York, chargé de la criminalité financière.
- Joseph Rosetti, ancien chef de la sécurité d'IBM[4].
- Andrew O'Connell, ancien agent secret du United States Secret Service.

## Acquisitions

### OSO Group
La société Guidepost Solutions annonce le 4 mars 2011 le rachat du groupe OSO, un spécialiste des investigations au niveau international. Son fondateur, John Gibbons, avait travaillé durant treize années comme chef de la division criminelle du département de justice de Californie (en). Le communiqué de presse stipule que John Gibbons a travaillé dans le cadre des activités du groupe OSO sur des dossiers d'importance internationale concernant le renseignement et le terrorisme, ainsi que sur l'espionnage de multinationales.

### SafirRosetti
Le rachat de la société SafirRosetti en avril 2010 sera l'occasion d'une restructuration interne. Dans le cadre de cette transaction, la société Guidepost Investigations and Security LLC, spécialiste du renseignement et de la sécurité, est intégrée avec SafirRosetti dans la nouvelle structure Guidepost Solutions.

## Partenariats

### SolutionPoint
Guidepost Solutions est l'une des composantes de SolutionPoint, vaste réseau d'entreprises comprenant d'autres unités opérationnelles comme les sociétés SolutionPoint International, Bode Technology Group, et NSM Surveillance.

### H5
Les sociétés H5 et Guidepost Solutions ont annoncé le 3 mars 2011 un accord de partenariat conférant à cette dernière une capacité d'examen et d'analyse de l'information numérique. Le communiqué précise l'importance de la recherche d'information dans le cadre de ses enquêtes.